# Vlag van Nijeholtpade

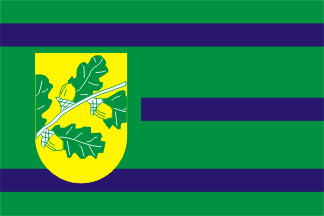
Vlag van Nijeholtpade

De vlag van Nijeholtpade is de dorpsvlag van het Nederlandse dorp Nijeholtpade, in de Friese gemeente Weststellingwerf. De vlag is op 28 december 2005 in gebruik genomen.
De vlag bestaat uit een groen veld en drie blauwe horizontale banen. De middelste baan is daarbij korter. De groene kleur symboliseert de natuur uit de omgeving van het dorp. De blauwe banen symboliseren daarbij naar de drie rivieren de Linde, Tjonger en De Scheene. Aan de broeking is een geel wapenschild geplaatst met daarin een eikentak waaraan vier blaadjes en drie eikels groeien. Dit is een verwijzing naar de familie Lycklama à Nijeholt.